# Pat Farrelly
Pat Farrelly, född 11 juli 1935, död 24 oktober 2018, var en friidrottare från Kanada. Han deltog vid olympiska sommarspelen 1976.